# Kenneth II da Escócia
Segundo filho, Kenneth II de Alban morreu em 995 assassinado por traição dos súditos, no castelo de Finela, Fettercain, estando sepultado na Ilha de Iona.
Matou o irmão de Culen e foi por sua vez morto por Constantino, filho de Culen.
Rei em 971. Morto por intriga com Fenella, filha de Cunchar, mormaor do Condado de Angus.
Rei por morte do pai em 954. Sucedeu a Cuilean (filho de Indulph), morto em 971 pelos bretões em Strathclyde, em Lothian. Começou a governar devastando o reino britânico. Atacou Eadulf, Conde da Nortúmbria Superior, pilhando-lhe as terras. Fortificou os fiordes de Forth e invadiu de novo a Nortúmbria, raptando o filho do conde.
Diz-se que fez uma incursão selvagem na Nortúmbria, mas mais tarde recebeu terras entre os rios Tweed e Forth dadas pelo rei saxônico Edgar. Esta aliás é a mais antiga menção do rio Tweed como fronteira da Escócia.
Diz-se que em 977 matou Amlaiph (Olaf?), filho de Indulph, Rei de Alban, provavelmente pretendente rival ao trono. Prestou, segundo os cronistas ingleses, homenagem ao rei Edgar pela cessão de Lothian: econheceu-o como rei da Inglaterra em troca das terras. Quebrou sua promessa de manter a paz e invadiu a Inglaterra, quando perdeu a Lothian para os ingleses. Seus chefes estiveram sempre em conflito com Sigurd o Norueguês, Conde de Orkney, por Caithness e pelo distrito da Escócia ao Norte de Spey, mas os escoceses sem sucesso permanente, apesar de consolidar os distritos centrais.
Casou com fulana, princesa de Leinster, tendo dois filhos. Foi sucedido por Constantino III da Escócia.